# 1969 dans les chemins de fer
Chronologie des chemins de fer
1968 dans les chemins de fer - 1969 - 1970 dans les chemins de fer

## Évènements
- États-Unis : mise en service par l'Union Pacific Railroad d'une locomotive de type DD avec 2 moteurs diesel et 4 moteurs de traction électrique (30 m de long, 247 t, 4925 kW de puissance, vitesse maximale de 140 km/h).
- France : début de réception des CC 6500.
- Italie - France : prolongement du TEE Ligure de Marseille à Avignon lors du service d'été.

### Février
- 16 février,  Roumanie : achèvement de l'électrification en 25 kV 50 Hz de la ligne Bucarest - Brașov, première artère électrifiée des Căile Ferate Române.

### Mars
- 7 mars, Angleterre : ouverture officiel de la Victoria line à Londres par la reine Élisabeth II.

### Novembre
- 3 novembre, France : fermeture de la ligne Charleval - Serqueux.

### Décembre
- 14 décembre, France : fermeture de la ligne de Vincennes et ouverture du premier tronçon du RER A sous le nom de "Métro régional".